# El Hadjira
El Hadjira (em árabe: الحجيرة) é uma comuna localizada na província de Ouargla, Argélia. De acordo com o censo de 2008, a população total da cidade era de 14 965 habitantes.